# Desperately Seeking Lisa
«Desperately Seeking Lisa» (укр. «Відчайдушно шукаю Лісу») — третя серія тридцять шостого сезону мультсеріалу «Сімпсони», прем'єра якої відбулась 20 жовтня 2024 року у США на телеканалі «Fox».

## Сюжет
На Спрінґфілдському вокзалі Сімпсони проводжають Лісу в мандрівку з Патті та Сельмою до Столиці. Мардж відверто не в захваті, але, опанувавши себе, бажає успіху та дає на дорогу пакетик із соком.
Попри великі плани дівчинки тітки її ведуть до сигаретного бару. Після вечері на вулиці Патті зустрічає Джуліан, старий друг і митець. Йому і його друзям-митцям одразу сподобалася Ліса та її захоплення мистецтвом. Вони запрошують дівчинку на свою вечірку, але Патті та Сельма відмовляють, бо вони отруїлися вечерею, тож хочуть залишитися в готельному номері з Лісою.
На щастя вже засмученої Ліси, Джуліан пише Патті повідомлення, що вони чекають. Ліса вирішує сама вийти до митців. Вони прибувають на вечірку, повну митців, де Ліса відчуває себе як вдома. Далі дівчинка допомагає новим знайомим переносити всі експонати в музей трансгресивного прогресивізму. Пізно вночі митці запрошують Лісу на виставу о першій ночі, і вона погоджується.
Коли Ліса перериває абстрактну виставу через жалість до героя, автор вистави Трейсі Леттс вітає Лісу за те, що вона сміливо змінила розповідь. Митці пропонують їй вступити до Академії Горація Фріка, але в Ліси немає грошей, щоб заплатити за навчання. Тоді Джуліан пропонує попросити заможну благодійницю Лейсі Ван Астер виписати чек. Ліса справляє хороше враження, тож жінка без вагань виписує чек.
Після захопливого вечора Ліса ночує в Каті, подруги Джуліана. Перед сном вона помічає фото митців з Мартіном Принсом. Зненацька  з'являються митці, які розкривають, що так само, як Мартіна, її обдурили, щоб отримати гроші від багатійки. Вони шантажують тим, що вона «викрала» експонат. Ліса втікає хоча на неї полюють митці, які отримали відео із «крадіжкою».
Коли дівчинка ховається темними вулицями Столиці, то зустрічає Інспектора Чалмерса, що проводив ніч з міс Гувер і Кухаркою Дорою. Він її переховує, але через любовний трикутник вони знову опиняються на вулицях, повними розлючених митців.
Ліса намагається зателефонувати додому, але марно. Надто втомлена, дівчинка вирішує здатися і просто лягти спати. З її рюкзака випадає пакетик із соком, що дає їй нових сил.
Вона втікає від митців. Надранок вони досягають дівчинку її в парку, де того дня мав відбутися парад. Вона ховається під повітряною кулею, але через помилку надумає її та стає помітною. Митці знаходять її, але Ліса рве чек. Тоді розлючені митці відправляють Катю з ножем. Однак, жінка перерізає мотузку, що тримає повітряну кульку, допомігши Лісі втекти. Ліса летить на кулі до Спрінґфілда і приземляється на Спрінґфілдській початковій школі.
У сцені під час титрів міс Гувер просить Лісу та її однокласників хором прочитати книжку «Петарда, яка не хотіла вибухнути».

## Виробництво
Серія вийшла о 20:30 замість звичного слоту 20:00.
Описуючи серію шоуранер Метт Селман сказав:
|  | Це любовний лист до центру Нью-Йорка 1980-х, однієї божевільної ночі у фільмах про життя, як-от «Позаурочний час» Мартіна Скорсезе і «Відчайдушно шукаю Сьюзен» (англ. «Desperately Seeking Susan»)… Мені здається, що це одна з тих історій, які могли б зробити лише «Сімпсони», серіал, в якому вже більше 700 серій, рівень конкретності цього періоду в мистецтві, кіно та культурі, про який, ймовірно, більшість людей не знає більше, байдуже на це, чи взагалі не пам'ятають. Однак, ми можемо це зробити, тому що ми маємо дивовижну творчу свободу, і люди очікують, що ми зараз заглибимося в несподівані світи. |

## Культурні відсилання та цікаві факти
- Повітряна куля, на якій Ліса втікає і з якою розмовляє, має форму письменниці Джоан Дідіон[3].

## Ставлення критиків і глядачів
Під час прем'єри серію переглянули 2,02 млн осіб, з рейтингом 0.6, що зробило її другим найпопулярнішим шоу на каналі «Fox» тієї ночі, після «Універсальних базових хлопців».
Джон Шварц із сайту «Bubbleblabber» оцінив серію на 9/10, сказавши, що серія «[попри свою назву] зовсім не викликає відчаю, а натомість висвітлює деякі з найкращих рис сучасних серій „Сімпсонів“».
Водночас на сайті «Me Blog Write Good» відзначили: «Пройшло вже багато часу з того часу, як я бачив настільки порожню серію: ні сюжетної лінії, ні моралі, ні якоїсь очевидної мети до кінця двадцяти однієї хвилини».